# CaFCP

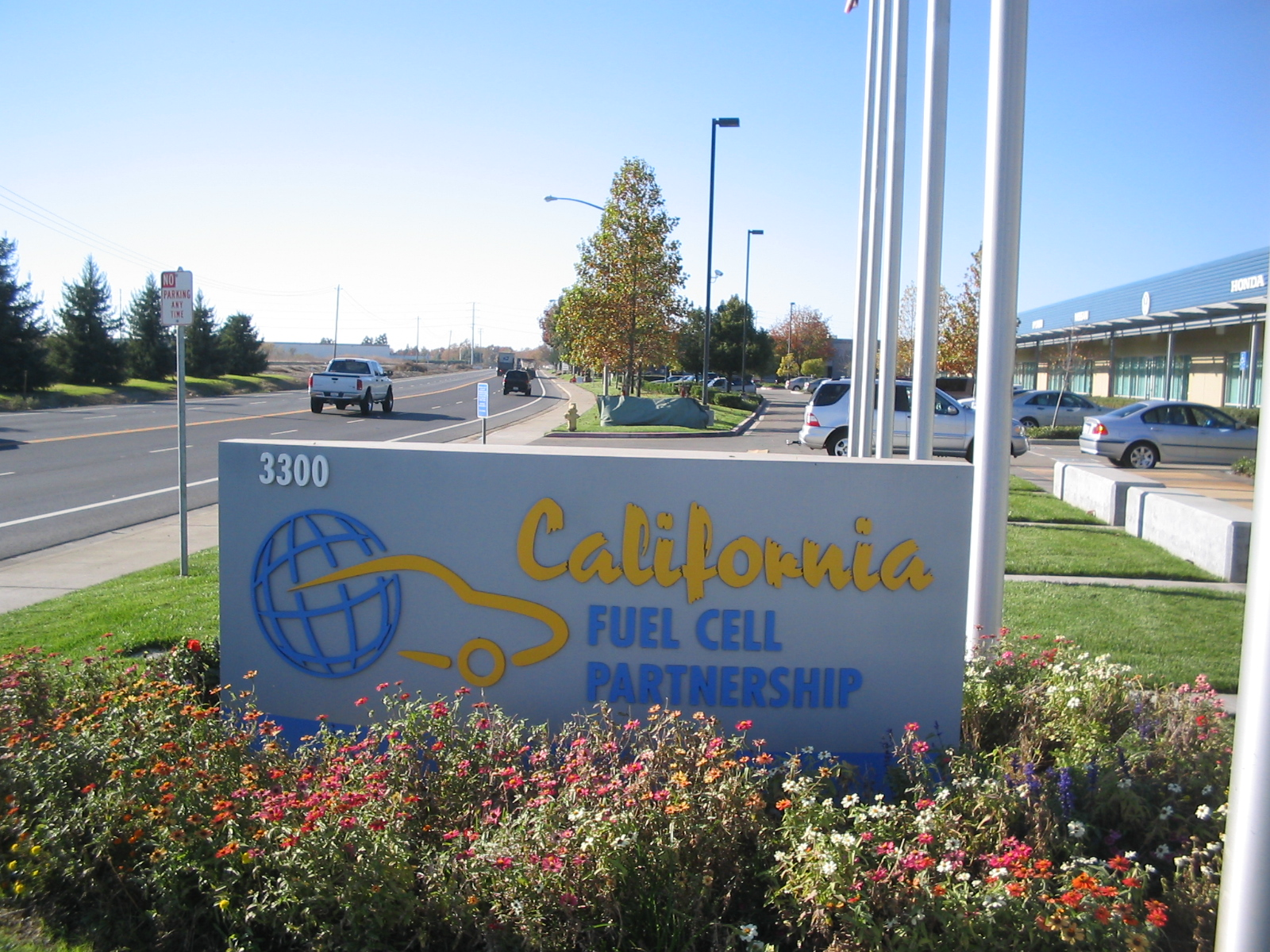
The California Fuel Cell Partnership, Sacramento (Kalifornien)

Das CaFCP Projekt steht für California Fuel Cell Partnership wörtlich „Brennstoffzellen Partnerschaft Kalifornien“, einem gemeinschaftlichen Unternehmen von öffentlichen Behörden Kaliforniens (USA), verschiedenen Automobilherstellern, die an Brennstoffzellenfahrzeugen forschen, sowie einigen weiteren interessierten Seiten wie etwa Tankstellenketten und Bundesbehörden der USA.
Die CaFCP wurde 1999 auf Anregung der Luftreinhaltungskommission Kaliforniens (California Air Resources Board) zusammen mit sechs Privatunternehmen gegründet. Im Jahre 2000 eröffnete es seine Hauptgeschäftsstelle in West Sacramento (Kalifornien). Weitere Mitglieder folgten, und im Jahr 2005 hatte die Organisation 21 Vollmitglieder und 11 Beobachter (associate members).
Unter der Kontrolle der Partner wurden 16 Tankstellen mit Wasserstoff-Füllanlage ausgestattet (weitere 15 sind in der Planung) und in Zusammenarbeit mit den Automobilfirmen 95 Brennstoffzellenfahrzeuge mit Straßenzulassungen versehen, die auf den Straßen Kaliforniens in der Tagespraxis getestet werden können. Dieses nennt man auch pressetauglich CaFCP Road Rallye wörtlich „CaFCP Straßenrennen“. Anfang 2006 sind 46 Fahrzeuge im Straßenbetrieb.
Im Dezember 2018 konnte an 39 Stationen Wasserstoff getankt werden. Eine interaktive Landkarte ist online verfügbar.

## Mitglieder
Automobilhersteller: DaimlerChrysler, Ford, General Motors, Honda, Hyundai, Nissan, Toyota, Volkswagen
Brennstoffzellenzulieferer: Ballard Power Systems, UTC Fuel Cells
Mineralölkonzerne: BP, Chevron, ExxonMobil, Shell Hydrogen
Staatliche Behörden: California Air Resources Board, California Energy Commission, United States Department of Energy. United States Department of Transportation, United States Environmental Protection Agency, National Automotive Center (der US-Armee), South Coast Air Quality Management District

## Assoziierte Beobachter
Die Beobachter treten vor allem als Berater in speziellen Fragestellungen auf.
Verkehrsgesellschaften: Alameda-Contra Costa Transit District, SunLine Transit, Santa Clara Valley Transportation Authority
Wasserstoffhersteller: Air Products & Chemicals, Praxair
Wasserstofftankstellen: Pacific Gas and Electric, Proton Energy Systems, Inc., Stuart Energy, Ztek
andere: ISE Corporation, Institute of Transportation Studies, UC Davis